# Cottus rondeleti
Cottus rondeleti är en fiskart som ingår i  familjen simpor. IUCN kategoriserar arten globalt som akut hotad.